# Idrottsklubben Sleipner
Idrottsklubben Sleipner, ou simplesmente IK Sleipner, é um clube de futebol da Suécia fundado em 27 de abril de 1903. Sua sede fica localizada em Norrköping.